# 코모로

코모로의 지도

코모로 연방(프랑스어: Union des Comores 위니옹 데 코모르[*], 스와힐리어: Umoja wa Comoro 움마자 와 코모로, 아랍어: الاتحاد القمري 알이티하드 알쿠무리[*], 코모로어: Udzima wa Komori 우지마 와 코모리) 줄여서 코모로(프랑스어: Comores 코모르[*], 문화어: 꼬모르)는 인도양에 위치한 공화국이며 섬나라이다.
코모로는 아프리카 대륙과 마다가스카르 섬 중간에 있는 화산섬 무리로 구성된다.  프랑스 해외령으로 있었는데, 1974년 주민투표에서 국토를 구성하는 4개 도서 중 마요트만 프랑스령으로 잔류할 것을 결정했고 나머지 3개 섬인 그랑드코모르섬과 모엘리섬, 앙주앙섬은 독립을 선택하여 1975년 주민의회가 일방적으로 독립을 선언했다. 마요트 주민은 가톨릭, 다른 3개 도민은 이슬람교를 믿으며 공용어는 코모로어, 아랍어, 프랑스어이다. 삼림이 많고 5월 ~ 10월의 건조기 외에는 고온 다습하여 바닐라·코프라·코코넛·사이잘삼(麻)이 생산되며, 바닐라의 생산량은 세계 1위이다.

## 유래
코모로라는 이름은 아랍어로 "달"을 뜻하는 단어인 '카마르'(아랍어: قمر)에서 유래된 이름이다.

## 역사

### 식민화 이전의 역사
학계에서는 코모로에 처음 정착한 인류는 폴리네시아, 멜라네시아, 말레이시아, 인도네시아인이라고 본다. 이들은 배를 타고 인도양을 건너와 기원후 6세기경 정착한 것으로 보인다. 이 지역은 이후 아프리카 대륙, 페르시아만, 인도네시아, 마다가스카르 등지에서 이민이 계속되어 문명이 시작되었다.
9-10세기경의 뎀비니기에 코모로에는 스와힐리의 영향과 정착이 시작되었으며 각 섬에 하나씩의 마을이 존재했다. 11세기부터 15세기에는 마다가스카르와 교역하였고 중동에서 건너온 아랍 혹은 페르시아 상인들이 번성했다. 중동의 상인들은 섬에 이슬람교를 소개하였고 이슬람은 코모로에 빠르게 전파되었다. 거대한 모스크가 건설되었고 코모로는 초기 이슬람 교역경로의 중요한 정류장이 되었다.
19세기까지 이란의 시라즈에서 건너온 수니 페르시아 문화가 퍼졌다. 시라즈인은 동아프리카와 중동, 인도를 따라 교역을 하며 식민지를 건설했다. 잔지바르의 세가 번성하면서 아랍의 영향은 점점 커졌고 16, 17세기엔 경쟁적으로 많은 술탄의 영지가 세워졌다.

### 프랑스의 식민지화
1843년 프랑스가 마요트섬을 점령하고 식민화되어 1886년 제도 전체가 프랑스의 식민지가 되었으며 1914년 마다가스카르 총독의 통치로 편입되었다.

### 독립
1961년 아프리카에 독립의 물결이 일던 “아프리카의 해”에 힘입어 프랑스로부터 내정 자치권을 획득하였으며 1975년에 실시된 주민투표에 따라 마요트섬을 제외한 세 개의 섬(그랑드코모르섬, 앙주앙섬, 므왈리섬)이 독립하였다. 이 때 마요트섬은 주민투표를 통해 프랑스령으로 남았다. 그 동안 코모로는 정세가 불안하였으며 그에 따라 국기도 몇 번씩 바뀌었지만 2002년도가 되어서야 정치가 안정되어 갔으며 국기도 지금처럼 되었다.

## 지리
이 나라는 섬나라이며 큰 섬이 3개 있다. 섬들은 국기의 색깔과도 관련이 있다.

## 행정 구역
코모로는 수도인 모로니가 있는 그랑드코모르섬과, 모엘리섬, 앙주앙섬으로 이루어져 있다. 마요트의 영유권을 주장하고 있다.

## 기후
5월 ~ 10월의 건조기 외에는 항상 고온 다습한 편이다.

## 주민과 언어
이 섬에서는 아프리카계 흑인 (다수가 스와힐리족)과 아랍인이 대다수이며 프랑스인도 존재한다. 2002년 헌법 1조 6항에는 "공용어는 코모로어(동시에 국어), 프랑스어, 아랍어이다."라고 규정하고 있다. 1985년 당시의 헌법에서는 프랑스어와 아랍어 등 두 언어만을 공식어로 규정하였으며, 영어는 거의 통하지 않는다. 코모로는 아랍연맹과 국제프랑스어사용국기구(프랑코포니)의 정회원국이다. 코모로의 국가 언어인 코모로어는 스와힐리어의 방언임으로 스와힐리어 역시 어느 정도 소통이 가능하나, 사실상 프랑스어와 아랍어가 가장 많이 쓰인다. 코모로어는 국민의 4분의 1정도가 사용 중이다.

## 종교
사실상 이슬람교가 국교이며, 무슬림이 전체 종교인의 98%를 차지한다. 그외 소수종교로는 개신교가 있지만, 공개적인 전도는 금지되어 있다.

## 문화
코모로는 여타 동아프리카 도서 밑 내륙국과 마찬가지로 아랍 문화의 영향을 크게 받았다. 때문에 국기에도 이슬람을 상징하는 초록색 바탕과 초승달, 별이 그려져 있다.

## 수교
한국과는 1979년 수교하였다. 북한과는 1975년에 수교하였는데 1983년 미얀마 아웅 산 묘역 폭탄테러사건으로 단교하였다가 1989년 재수교하였다.